# Hoplocnemis klimaszewskii
Hoplocnemis klimaszewskii är en skalbaggsart som beskrevs av Dombrow 1998. Hoplocnemis klimaszewskii ingår i släktet Hoplocnemis och familjen Melolonthidae. Inga underarter finns listade i Catalogue of Life.